# Johannes Eisenberg
Johannes Ernst „Jony“ Eisenberg (* 27. Oktober 1955 in Kassel) ist ein deutscher Rechtsanwalt, der sich auf Straf- und Medienrecht spezialisiert hat. Er ist insbesondere durch die Verteidigung vieler Prominenter in Strafverfahren bekannt geworden.
Nach Studium und erstem Staatsexamen absolvierte Eisenberg sein Rechtsreferendariat, u. a. in der Kanzlei von Hans-Christian Ströbele. Seit 1984 ist er als Rechtsanwalt zugelassen und betrieb seit 1987 mit Stefan König eine Kanzlei in Berlin-Kreuzberg. Seit 2009 war Stefanie Schork weitere Partnerin in der Kanzlei, die auch mit Ströbeles Kanzlei zusammenarbeitete. 2024 gründeten Eisenberg, König und Schork mit dem weiteren Rechtsanwalt Kai Kempgens die Kanzlei EISENBERG KÖNIG SCHORK KEMPGENS PartG mbB. Eisenberg gehört wie Ströbele zu den Gründern der taz und ist als Justiziar sowie Berater der Geschäftsführung und Anwalt der Zeitung tätig.
Eisenberg hat für seine Mandanten in gut einem Dutzend Fällen in erster Instanz medienrechtliche Prozesse gegen den Publizisten Jürgen Roth, das ZDF, Focus, Stern und die BZ gewonnen. Letztere hatten – fast ausnahmslos jüdische – Mandanten als angebliche Mitglieder oder Paten der Russenmafia geoutet. Dafür wurden einigen der so Verunglimpften Schmerzensgelder bis zu 30.000 Deutsche Mark zugesprochen.
Eisenberg war Anwalt für seinen Kollegen Ströbele sowie für Julian Assange im Prozess gegen Daniel Domscheit-Berg, für die Berliner Justizsenatorin Gisela von der Aue, für den Journalisten Igal Avidan, für Volker Beck, den Boxer Jürgen Brähmer, den SPD-Bundestagsabgeordneten Michael Hartmann, den Pfarrer Lothar König, für Gesine Lötzsch sowie Erich Mielke, für den Historiker Helmut Müller-Enbergs, für Uwe Ochsenknecht, Til Schweiger sowie Jürgen Trittin, für den Chaos Computer Club im Prozess um einen Polizeiübergriff auf der Freiheit-statt-Angst-Demonstration 2009 sowie die Gewerkschaft ver.di. Durch den Rechtsstreit um die angebliche Penisverlängerung von Kai Diekmann, bei dem er die taz vertrat, geriet er in die Schlagzeilen. Außerdem vertrat er im NSA-Untersuchungsausschuss viele der BND-Zeugen. Im Kontext des Kachelmann-Prozesses, zu dem er sich bereits 2010 medial geäußert hatte, wurde er 2015 von Felix Stephan für Die Zeit interviewt. 2020 vertrat er Julian Hessenthaler, der maßgeblich an der Produktion des Videos mitgewirkt hatte, das die so genannte Ibiza-Affäre auslöste, als deren Folge der österreichische Vizekanzler Heinz-Christian Strache zurücktreten musste und es in Österreich zu Neuwahlen kam. Eisenberg sei, so Alexander Müller in der Ostsee-Zeitung, „wegen seines cholerischen Temperaments und seines zum Teil respektlosen Umgangstons gefürchtet“. Seit Dezember 2023 verteidigt Eisenberg Carsten L., einen wegen besonders schweren Landesverrats angeklagten BND-Angehörigen vor dem Berliner Kammergericht.

## Publikationen
- Zusammen mit Lea Voigt und Manuel Vogel, Herausgeber der 2014 im Laika-Verlag erschienenen Publikation Antifaschismus als Feindbild: Der Prozess gegen den Pfarrer Lothar König.